# Mazarredia africana
Mazarredia africana är en insektsart som beskrevs av Bolívar, I. 1909. Mazarredia africana ingår i släktet Mazarredia och familjen torngräshoppor. Inga underarter finns listade i Catalogue of Life.